# Fantaisie (Fauré)
Pour les articles homonymes, voir Fantaisie.
Fantaisie, op. 79, est une œuvre pour flûte et piano de Gabriel Fauré composée en 1898.

## Présentation
La Fantaisie pour flûte et piano de Fauré est composée en juin et juillet 1898 à destination du concours de flûte du Conservatoire de Paris, le 28 juillet 1898,.
Dans une lettre — datée du 14 juillet 1898 — écrite à son ami Camille Saint-Saëns, Fauré écrit : « J'ai composé le morceau de concours de flûte, andante cantabile et allegrofolichono, et je n'ai pas souvenir que rien au monde m'ait donné tant de peine ! »,.
L'œuvre, qui porte le numéro d'opus 79, est dédiée à Paul Taffanel, professeur de flûte au Conservatoire. Elle est créée le 28 juillet 1898, en présence du compositeur, par les élèves concourant pour leur prix de sortie du conservatoire. Gaston Blanquart obtient à cette occasion le premier prix.
Comme pièce de concours, la Fantaisie respecte le cahier des charges, notamment, relève le musicologue Nicolas Southon, en cherchant « à mettre à l'épreuve les concurrents, d'où sa structure en deux parties contrastées. La difficulté de l'« Andantino » porte sur le souffle et la conduite du chant (l'une de ses tournures surprend par son allure volontaire de fausse note). Plus animé, l'« Allegro », ou allegrofolichono comme s'amuse Fauré, éprouve la virtuosité du flûtiste ».
La partition est publiée par Hamelle en 1898.
La pièce, en mi mineur,, est d'une durée moyenne d'exécution de cinq minutes environ. 
Il existe une orchestration de l'œuvre, par Louis Aubert, version donnée en première audition le 24 février 1957 à Paris, salle Gaveau, avec Jean-Pierre Rampal à la flûte, sous la direction de Fernand Oubradous. 

## Discographie sélective
- Gabriel Fauré — 4, Emmanuel Pahud (flûte) et Éric Le Sage (piano), Alpha 603, 2013[7].
- Gabriel Fauré : The Complete Works, Erato, 2024[8] :
  - version avec piano, CD 7, Michel Debost (flûte) et Jean-Philippe Collard (piano) ;
  - version avec orchestre, CD 10, Emmanuel Pahud (flûte) et Orchestre de chambre de Paris, François Leleux (dir.).